# Ludwig Saeng
Ludwig Heinrich Saeng (* 10. November 1848 in Darmstadt; † 6. November 1931 ebenda) war ein hessischer Versicherungsbeamter und Politiker (NLP) und Abgeordneter der 2. Kammer der Landstände des Großherzogtums Hessen.
Ludwig Saeng war der Sohn des Privatscribenten (Schreiber) Ludwig Saeng und dessen Ehefrau Elisabeth, geborene Kilian. Saeng, der evangelischen Glaubens war, heiratete am 25. August 1876 in Frankfurt am Main Emilie, geborene Schmidt (1853–1927). Er war von 1865 bis 1877 Versicherungsbeamter in Mainz und Frankfurt und übernahm 1877 die Buchhandlung seines Schwiegervaters in Darmstadt.
Von 1902 bis 1903 gehörte er der Zweiten Kammer der Landstände an. Er wurde für den Wahlbezirk der Stadt Darmstadt gewählt. Von 1895 bis 1919 war er Mitglied der Stadtverordnetenversammlung in Darmstadt und von 1914 bis 1920 des Provinzialtags.